# فهرست قنات‌های شهرستان لامرد
جدول زیر بر اساس آمار وزارت جهاد کشاورزی تهیه شده‌است. فهرست زیر قنات‌های شهرستان لامرد در استان فارس را نشان می‌دهد.
| نام قنات    | موقعیت                      | نزدیک‌ترین روستا | طول قنات (متر) | تعداد میله چاه | عمق مادر چاه | دبی (لیتر بر ثانیه) | سطح زیر کشت (هکتار) |
| ----------- | --------------------------- | --------------- | -------------- | -------------- | ------------ | ------------------- | ------------------- |
| ابوحنا      | بخش علامرودشت شهرستان لامرد | ابوحنا          | ۱۵۰            | ۰              | ۱۴           | ۲۵                  | ۲۰                  |
| اهل         | بخش اشکنان شهرستان لامرد    | اهل             | ۵              | ۰              | ۰            | ۲۰                  | ۵۰                  |
| بردوان      | بخش علامرودشت شهرستان لامرد | بردوان          | ۴۵۰            | ۰              | ۳۰           | ۲۵                  | ۲۰                  |
| بلبلی       | بخش علامرودشت شهرستان لامرد | بلبلی           | ۳              | ۰              | ۱۵           | ۲۰                  | ۲۰                  |
| خوزو        | بخش علامرودشت شهرستان لامرد | چاه غیبی        | ۰              | ۰              | ۰            | ۱۵                  | ۳۰                  |
| خوزی        | بخش مرکزی شهرستان لامرد     | خوزی            | ۴              | ۰              | ۰            | ۲۰                  | ۱۰۰                 |
| سیف الدین   | بخش علامرودشت شهرستان لامرد | سیف الدین       | ۲              | ۰              | ۲۵           | ۳۰                  | ۵۰                  |
| شاه فرج اله | بخش علامرودشت شهرستان لامرد | کهنویه          | ۰              | ۰              | ۰            | ۰                   | ۰                   |
| محمدآباد    | بخش علامرودشت شهرستان لامرد | بلبلی           | ۱              | ۵۰             | ۳۰           | ۱۵                  | ۱۰۰                 |
| پسوند       | بخش اشکنان شهرستان لامرد    | پسبند           | ۴              | ۰              | ۰            | ۲۰                  | ۱۰۰                 |
| گرم         | بخش علامرودشت شهرستان لامرد | بلبلی ۴         | ۱۵             | ۳۰۰            | ۰            | ۵۰                  | ۰                   |
| گهلویه      | بخش علامرودشت شهرستان لامرد | گهلویه          | ۱۰۰            | ۰              | ۱۲           | ۳۰                  | ۱۸                  |